# Shabazz Muhammad
Shabazz Nagee Muhammad (* 13. November 1992 in Long Beach, Kalifornien) ist ein US-amerikanischer Basketballspieler.

## College
Muhammad galt während seiner Highschool-Zeit als eines der größten Basketballtalente der USA. So wurde er zum renommierten McDonalds All-American Game eingeladen. Dabei erzielte er 21 Punkte und 6 Rebounds und wurde MVP des Spiels. 
Nach der High School hatte er Angebote von Top-Colleges wie Duke, Kentucky und UCLA. Er entschied sich für die UCLA, wurde jedoch aufgrund von Regelverstößen für die ersten drei Spiele gesperrt. Für die Bruins erzielte er im ersten Jahr 17,9 Punkte, 5,2 Rebounds und 0,8 Assists pro Spiel und wurde aufgrund seiner guten Leistungen ins All-Pac 12 first Team berufen. Nach der Saison gab er seine Anmeldung zur NBA-Draft 2013 bekannt.

## NBA-Karriere
Im NBA-Draft 2013 wurde Muhammad an 14. Stelle von den Utah Jazz ausgewählt. Die Jazz transferierten ihn kurz darauf zusammen mit den Rechten an Gorgui Dieng zu den Minnesota Timberwolves. Im Gegenzug erhielt Utah die Rechte an Trey Burke, der kurz zuvor an 9. Stelle von Minnesota ausgewählt worden war.
Nachdem er in seiner Debütsaison wenig Spielzeit sah und nur 3,9 Punkte im Schnitt erzielte, wurde er in seinem zweiten Jahr zum Starter befördert. Am 31. Dezember 2014 erzielte er mit 30 Punkten, gegen die Utah Jazz, eine Karrierebestleistung. Aufgrund einer Fingerverletzung im Februar 2015, fiel Muhammad nach 38 absolvierten Saisonspielen, für den Rest der Saison 2014/15 aus. Bis dahin hatte er 13,5 Punkte im Schnitt für die Timberwolves erzielt. Die Jahre danach verblieb Muhammad ein wichtiger Spieler der Rotation. 
Mit der Verpflichtung von Tom Thibodeau als neuen Trainer der Wolves sank Muhammad Einsatzzeit rapide und er fand sich außerhalb der Rotation. Muhammad wurde am 1. März 2018 von den Wolves entlassen und kurz darauf von den Milwaukee Bucks verpflichtet.

## Persönliches
Muhammads Schwester Asia Muhammad ist professionelle Tennisspielerin. Sein Onkel Stephone Paige spielte neun Jahre in der NFL. Muhammad leidet seit seiner Kindheit am Tourette-Syndrom.